# Temporale kwab

De belangrijkste mediale windingen, gyri, van de temporale kwab, zie anatomie mediaal deel

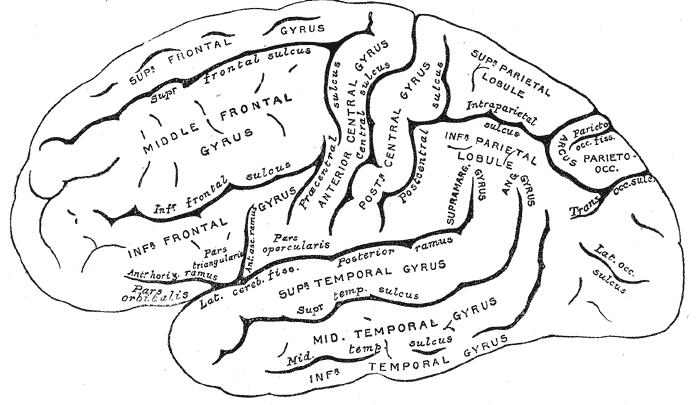
De drie laterale windingen van de temporale kwab, zie anatomie lateraal deel

De twee grote visuele routes. De onderste of ventrale route loopt naar de temporale cortex. Deze is belangrijk voor herkenning van visuele objecten

Hersenfilmpje met Lobus Temporalis in de hoofdrol

De temporale kwabben of lobi temporales (enkelvoud: lobus temporalis) zijn een deel van de hersenen. Ze behoren tot het telencephalon en zijn gelegen aan beide zijkanten, ongeveer boven de oren. De temporale kwabben bevatten onder andere de hippocampi en de amygdalae.

## Anatomie
- Mediaal deel

De hippocampus en de amygdala zijn gelegen in het mediale (naar binnen gelegen) deel dat ook wel de mediotemporale cortex wordt genoemd. In het mediale deel van de temporale kwab liggen (van boven naar onder) twee windingen of gyri de gyrus parahippocampalis, door de sulcus rhinicus en de sulcus collateralis gescheiden van de gyrus fusiformis. De gyrus fusiformis wordt vervolgens weer begrensd door de sulcus occipitotemporalis.
- Lateraal deel

Het laterale (aan de buitenkant gelegen) deel kan (wederom van boven naar onder, gerekend vanaf de fissura lateralis, de groeve van Sylvius) worden onderverdeeld in drie windingen: de gyrus temporalis superior (bovenste slaapwinding, locatie van Brodmanngebied 22), de gyrus temporalis medius (middelste slaapwinding, locatie van Brodmanngebied 21) en de gyrus temporalis inferior (onderste slaapwinding, locatie van Brodmanngebied 20). Het achterste deel van de gyrus temporalis superior van de linkergrotehersenhelft wordt ook wel het centrum van Wernicke genoemd. Deze drie windingen worden gescheiden door respectievelijk de sulcus temporalis superior en de sulcus temporalis inferior. Het meest naar voren gelegen deel wordt de polus temporalis of slaappool genoemd. De auditieve cortex of gehoorschors ligt in het bovenste deel van de temporale kwab in de groeve van Sylvius.

## Functie
De laterale (aan de buitenkant gelegen) temporale kwabben bestaan (van voor naar achter) uit de primaire auditieve schors, de secundaire auditieve schors en de secundaire visuele schors. De temporale kwabben zijn betrokken bij het gehoor, het verbale geheugen, de taalfuncties en ook bij visuele herkenning. Hier volgt een korte samenvatting.
- Herkennen en benoemen

Laesies van de temporale kwab gaan vaak gepaard met verschillende vormen van agnosie en anomie: het onvermogen objecten te herkennen en/of te benoemen. Volgens onderzoekers als H. Damasio e.a. zouden laesies van specifieke gebieden hier gepaard gaan met categorie-specifieke functionele defecten zoals het niet kunnen herkennen of benoemen van personen, dieren of gereedschappen (zie ook hieronder bij taal). Stoornissen in het herkennen van gezichten (prosopagnosie) lijken verband te houden met specifieke gebieden (zoals de gyrus fusiformis) in de temporale kwab van de rechtergrotehersenhelft.
- Geheugen

De mediotemporale schors met hippocampus is verantwoordelijk voor de tijdelijke, voorlopige opslag van nieuwe kennis van feiten en gebeurtenissen, ook wel aangeduid als declaratief geheugen of expliciet geheugen. Waarschijnlijk is de opslag van deze kennis in het langetermijngeheugen niet beperkt tot de temporale kwab, maar kan het ook plaatsvinden in verder weg gelegen gebieden in de hersenschors.
- Visuele waarneming

De cortex temporalis inferior vormt het eindpunt van de zogeheten ventrale route van het visuele systeem (zie afbeelding hiernaast). Deze is vooral verantwoordelijk voor de verwerking van kennis van objecten (‘wat-route’). Aangenomen wordt dat vroegere (dit wil zeggen dichter bij de visuele schors gelegen) stations in deze route betrokken zijn bij verwerking van elementaire visuele kenmerken (zoals: kleur, vorm), en latere stations bij verwerking van meer abstracte of betekenisvolle kenmerken (zoals: begrippen/categorieën) van waargenomen objecten. Neuronen in dit gebied reageren vooral op driedimensionale objecten.
- Taal

De temporale kwab van de linkerhersenhelft speelt ook een rol bij taalverwerking. Beschadigingen in de gyrus temporalis superior (gebied 22 van Brodmann) gaan vaak gepaard met syntactische afasie: stoornissen in het begrijpen van grammatica van zinnen. Mogelijk fungeren deze gebieden als opslagplaats van linguïstisch-syntactische informatie. Daarentegen zou de cortex temporalis inferior (o.a. gebied 20) meer betrokken zijn bij de opslag c.q. verwerking van meer concreet-inhoudelijke begrippen.

## De temporale kwab als plaats van godsgeloof
Volgens de Canadese neuroloog-psycholoog Michael Persinger wordt geloof in God bepaald in de temporale kwab. Stimulatie van de temporale kwab zou kunnen leiden tot visioenen. Hij zou dit met gebruikmaking van magnetische golven hebben aangetoond. Andere onderzoekers konden zijn bevindingen niet bevestigen.